# L'Estel de Natzaret

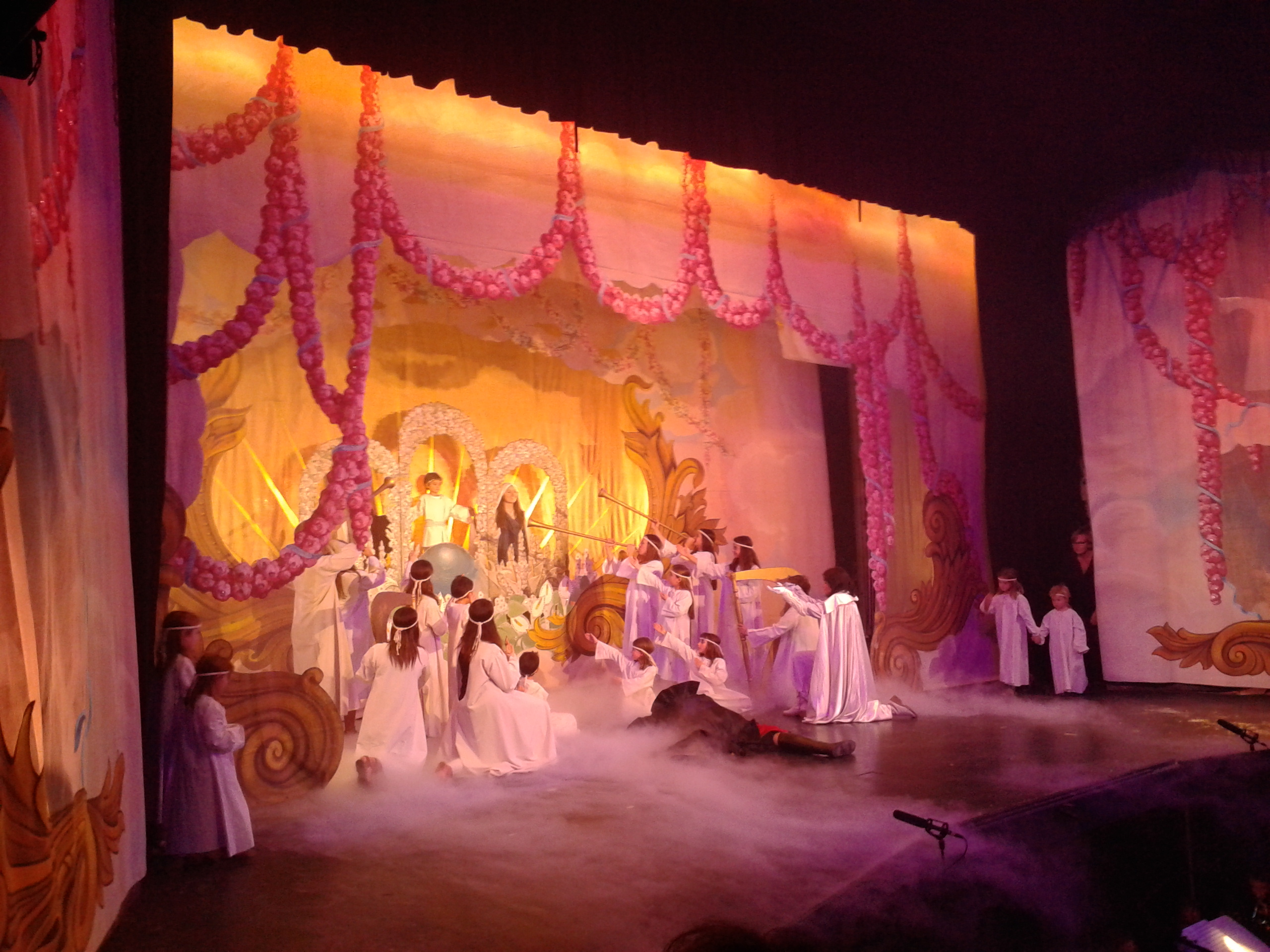
Escena de l'Estel de Natzaret als Pastorets de Mataró.

L'Estel de Natzaret és un drama líric sobre el naixement de Jesús, amb text de Ramon Pàmies i música de Mn. Miquel Ferrer, compost el 1891 i estrenat el 1903 al Centre Catòlic de Gràcia. Es tracta d'un dels textos que, a partir del segle xix, diversos autors escrigueren dins un moviment de renovació del gènere Pastorets. La representació s'estructura en un pròleg i tres actes, que suposen un total de quinze escenes.

## Argument

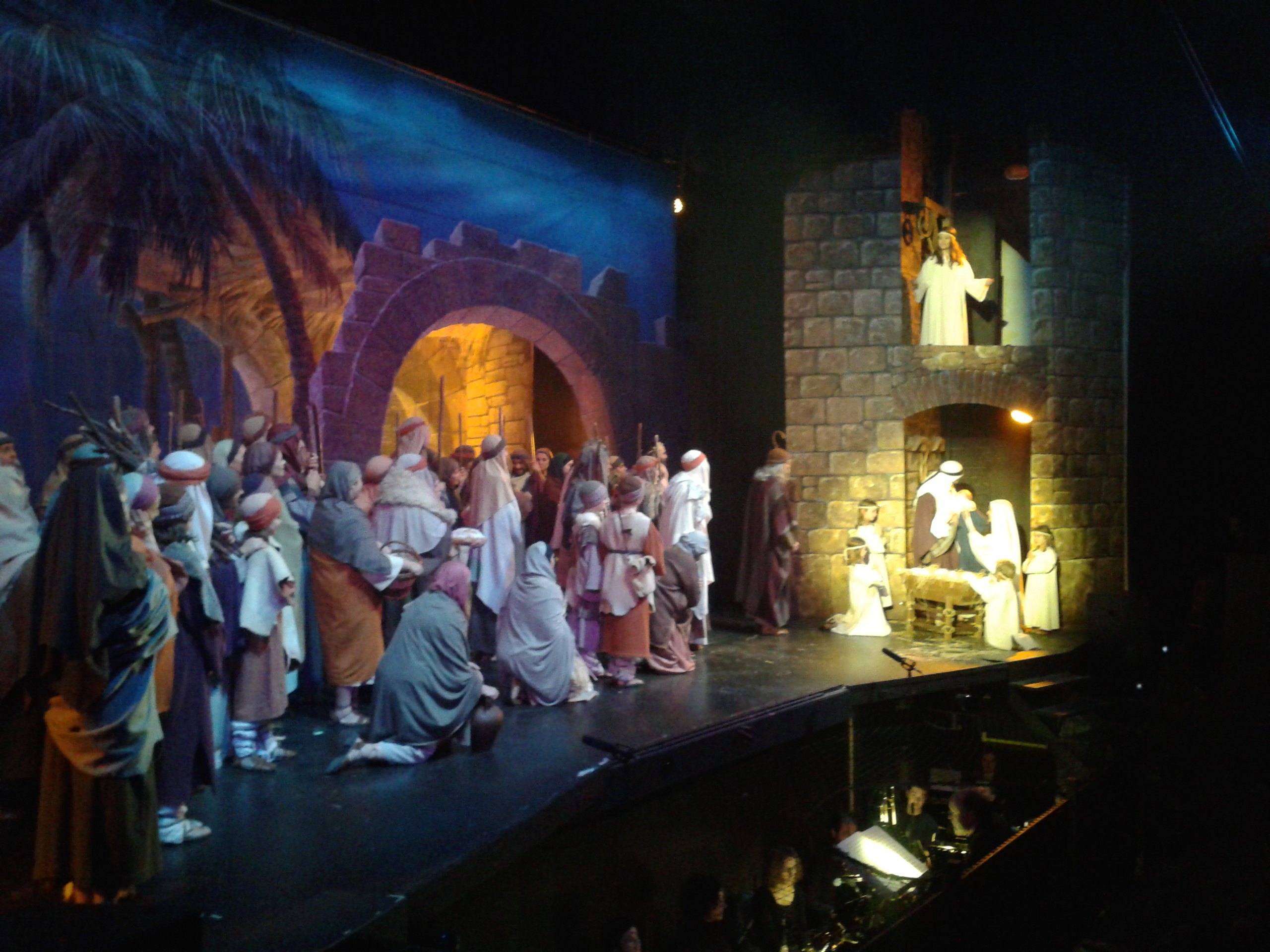
Escena del Naixement als Pastorets de Mataró.

Satanàs i sant Miquel dipositen en Naïm, el fill pròdig, la prova de si l'home pot canviar o no. Naïm és ple de remordiment i després de la seva trobada amb sant Miquel tornarà a casa del seu pare per reconciliar-se amb ell i demanar el seu perdó. Acabarà enfrontant-se a Satanàs sense por i amb convicció.
Paral·lelament, els descendents del rei David es presenten al Temple on el Gran Sacerdot donarà la mà d'esposa de Maria a qui d'entre ells floreixi la vara. També hi ha Jonàs i Mataties, pastors de la casa de Naïm que, en no ser escollits, tornen a les muntanyes a tenir cura del ramat. Allí passen una gran trifulca en morir-se'ls l'ase i expliquen una rondalla sobre l'avarícia d'un pastor a Benjamí i Nataniel, dos vailets fills de Neftalí, home de confiança de la casa de Naïm. Seguidament tindrà lloc la trobada amb els dimonis Somiel i Asvherus, a qui Satanàs ha encarregat d'escampar el mal per la terra.
Josep i Maria busquen posada en el seu viatge de retorn a Natzaret i, en no trobar-ne, es refugien en una establia de Betlem. Mentrestant Satanàs, tement la vinguda del Messies, intenta convèncer els pastors de la necessitat de fer el mal en el món, però l'aparició de Gabriel els anuncia el naixement de Jesús. Tots junts, amb Naïm i la seva família, aniran a trobar l'infant i es postraran davant d'Ell amb agraïment i alegria. Satanàs retorna a l'infern vençut per la Llum de Déu que anuncia l'obra futura de Jesús i el seu seguidors.